# Peppe Iodice
Peppe Iodice, pseudonimo di Giuseppe Iodice (Napoli, 28 luglio 1970), è un attore, comico e cabarettista italiano.

## Biografia
Originario di Barra, quartiere di Napoli ha raggiunto la notorietà in Italia partecipando a diversi programmi televisivi di cabaret: Zelig off, Zelig Arcimboldi, Se stasera sono qui (La7), Quelli che il calcio (Rai 2), Colorado, Made in Sud (Rai 2), Insieme (Teletna).
Su Comedy Central ha partecipato a Comedy tour Risollevante e Comedy on the beach 2014.
Ha anche interpretato alcuni ruoli in pellicole cinematografiche.  
Dal 12 marzo 2021 su Canale 21 conduce il suo programma Peppy Night Zero Limits.
Dal 23 ottobre 2023 al 6 novembre 2023 con I Gemelli Di Guidonia e Bianca Guaccero ha condotto su Rai 2 il programma Liberi Tutti!.
Nel maggio 2025 prende parte ad Affari tuoi - Speciale.

## Filmografia
- Ribelli per caso, regia di Vincenzo Terracciano (2001)
- Ventitré, regia di Duccio Forzano (2004)
- Alta infedeltà, regia di Claudio Insegno (2010)
- 7 ore per farti innamorare, regia di Giampaolo Morelli (2020)
- Una notte agli studios, regia di Claudio Insegno (2013)
- I bastardi di Pizzofalcone, regia di Monica Vullo terza stagione (2021)